# Попова Балка
Попова Балка — селище Іловайської міської громади Донецького району Донецької області, Україна. У селищі розташовується залізнична станція Кутейникове.

## Загальні відомості
Відстань до райцентру становить близько 17 км і проходить автошляхом Т 0509.

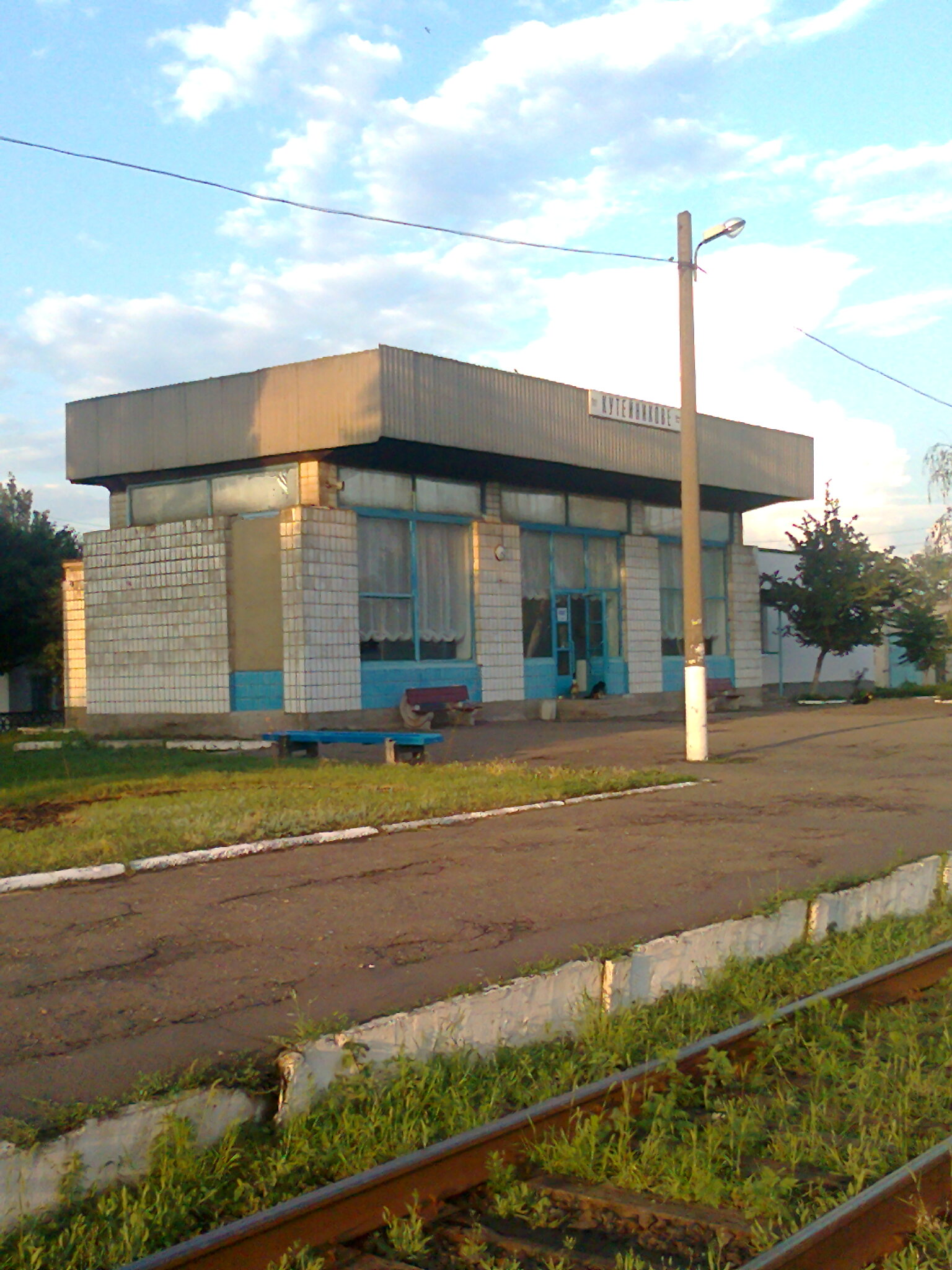
Залізнична станція Кутейникове

Засноване 1878 року під час будівництва залізниці. У смт Кутейникове розташована залізнична станція Кутейникове. Також через населений пункт проходить шосе Донецьк — Ростов-на-Дону. Населення — 2156 осіб. (2001 рік). Комбінат хлібопродуктів, автоколона при комбінаті хлібопродуктів. У смт є школа, дитячий садок, амбулаторія.
Землі селища межують із територією с. Осикове Старобешівського району Донецької області.
Село постраждало внаслідок геноциду українського народу, вчиненого урядом СРСР у 1932—1933 роках.
Унаслідок російської військової агресії із серпня 2014 р. Кутейникове перебуває на тимчасово окупованій території.
19 вересня 2024 року Верховна Рада підтримала перейменування селища Кутейникове на Попова Балка. 26 вересня 2024 року перейменування набуло чинності.

## Російсько-українська війна
11 липня 2014-го під час обстрілу терористами зі стрілецької зброї блокпосту на північний захід від Кутейникового загинув солдат батальйону «Дніпро-2» Василь Косенко. 21 серпня загинув під час обстрілу терористами з РСЗВ «Ураган» в районі Кутейникове — Старобешеве лейтенант 28-ї бригади Сергій Ончуров. Офіцер прикрив собою солдата і врятував йому життя, сам загинув. Тоді ж загинув Ігор Хіньов. 24 серпня під час виходу тактичної групи бригади з «котла» в районі Кутейникове — Старобешеве, де військові знаходились під обстрілами терористів з РСЗВ «Град» і «Ураган», загинув капітан 28-ї бригади Андрій Безручак.
В ніч на 25 серпня 2014-го загинули у бою під Кутейниковим старший лейтенант Віктор Михальчук, сержант 51-ї бригади Дмитро Брик та солдати Сергій Бугайчук, Роман Лучук, Дмитро Момотюк, Андрій Мостика, Юрій Оніщук, Микола Павляшик. Тоді 3-й батальйон бригади був оточений російсько-терористичними силами та перебував під постійним артобстрілом. 27 серпня 2014 року після прямого залучення російських військових у селі розташувався полк ВДВ ЗС РФ зі складу Псковської дивізії. 29 серпня при виході з Іловайського котла загинув солдат батальйону «Кривбас» Геннадій Карпенко — перехрестя, через яке їхала машина, було вже захоплено російськими військами; по свідченнях побратимів, у цій машині також знаходився Володимир Свірський.
В Кутейниковому терористи утримували українських полонених — так, 31 серпня тут помер полонений солдат Володимир Ложешніков.

## Населення

### Мова
Розподіл населення за рідною мовою за даними перепису 2001 року:
| Мова            | Кількість | Відсоток |
| --------------- | --------- | -------- |
| російська       | 1943      | 88.68%   |
| українська      | 235       | 10.73%   |
| вірменська      | 5         | 0.23%    |
| білоруська      | 2         | 0.09%    |
| румунська       | 1         | 0.04%    |
| інші/не вказали | 5         | 0.23%    |
| Усього          | 2191      | 100%     |

За даними перепису 2001 року населення смт становило 2191 особу, з них 10,73 % зазначили рідною мову українську, 88,68 % — російську, 0,23 % — вірменську, 0,09 % — білоруську та 0,05 % — молдовську мову.

## Персоналії
Уродженцями села є:
- Івашко Олександр Іванович (1924—1990) — Герой Радянського Союзу.
- Ткаченко Андрій Якович (1918—1978) — Герой Радянського Союзу.